# Telescopi Subaru
El Telescopi Subaru (en japonès: すばる望遠鏡) és el telescopi més important de l'Observatori Astronòmic Nacional del Japó, localitzat a l'Observatori Mauna Kea a Hawaii. Té 8,2 metres de diàmetre.
La construcció del telescopi va començar a l'abril de 1991, i les seves primeres observacions van ser el gener de 1999.
Subaru és un telescopi reflector de tipus Ritchey-Chrétien. Els instruments poden ser muntats en un focus Cassegrain per sota del mirall primari, en precintes en qualsevol dels dos punts focals Nasmyth als costats de la base del telescopi, als quals la llum pot ser dirigida amb un mirall terciari, o, en una configuració poc habitual als grans telescopis, en el focus primari en lloc d'un mirall secundari, per proporcionar un ampli camp de visió adequat als estudis de profunditat de camp ampli.

## Instruments

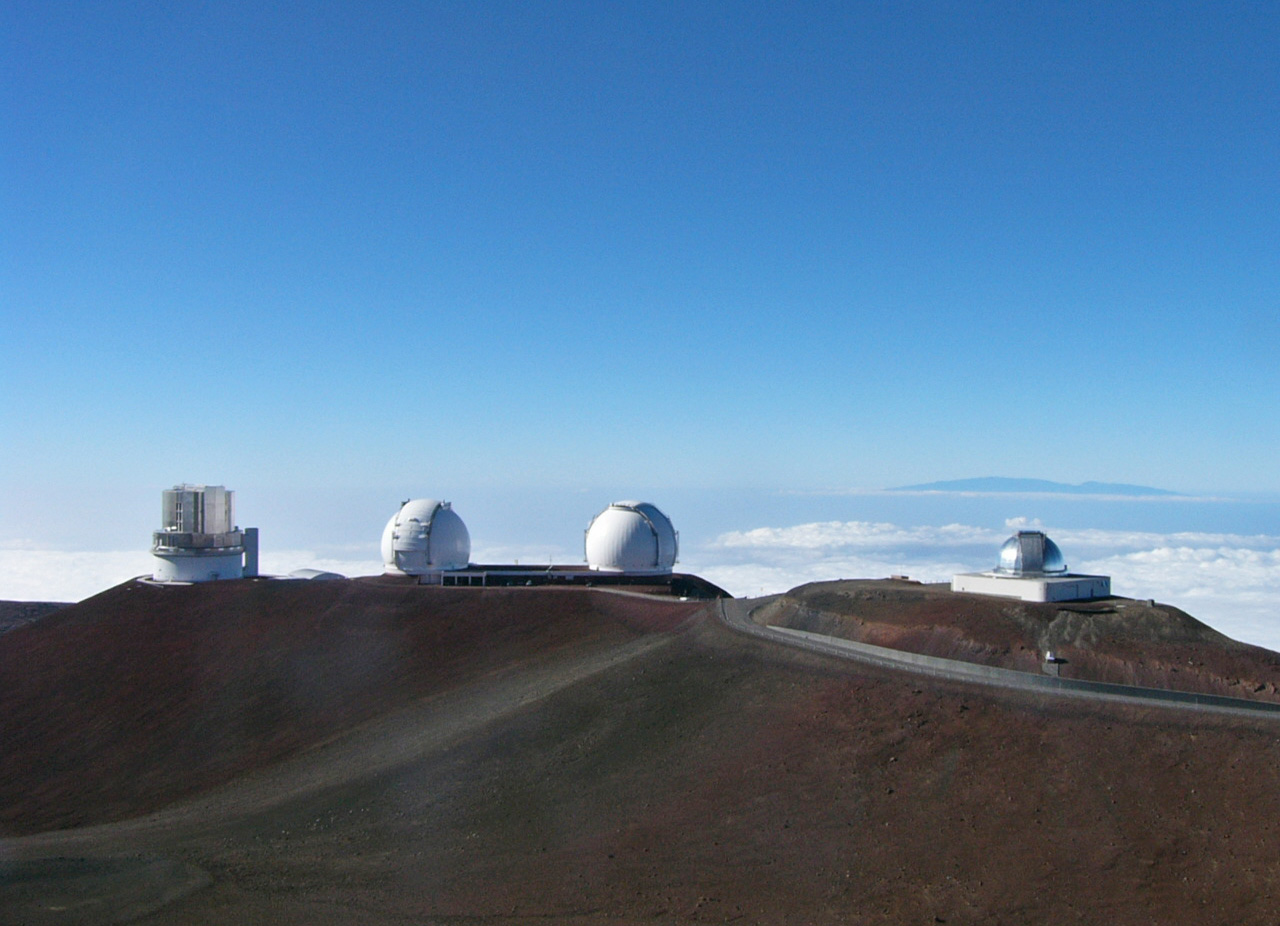
El telescopi Subaru al costat dels telescopis bessons Keck i la Instal·lació del Telescopi Infraroig

Diverses càmeres i espectrògrafs es poden muntar als quatre punts focals del telescopi Subaru per a observacions en longituds d'ona visible i infraroja.
Multi-Object Infrared Camera and Spectrograph (MOIRCS)
Càmera de camp ampli i espectrògraf amb la capacitat de prendre espectres de diversos objectes simultàniament, es munta en el focus Cassegrain.
Infrared Camera and Spectrograph (IRCS)
Utilitzat en conjunció amb la nova unitat d'òptica adaptativa de 188 elements (AO188), muntat en el focus infraroig Nasmyth.
Cooled Mid Infrared Camera and Spectrometer (COMICS)
Càmera d'infrarojos mitjans i espectròmetre amb la capacitat d'estudiar la pols interestel·lar freda, es munta en el focus Cassegrain.
Faint Object Camera And Spectrograph (FOCAS)
Càmera de llum visible i espectrògraf amb la capacitat de prendre espectres de fins a 100 objectes simultàniament, es munta en el focus Cassegrain.
Subaru Prime Focus Camera (Suprime-Cam)
Càmera de 80 megapixels de llum visible de camp ampli. Es munta en el focus primari.
High Dispersion Spectrograph (HDS)
L'espectrògraf de llum visible muntat en el focus òptic Nasmyth.
Fiber Multi Object Spectrograph (FMOS)
L'espectrògraf infraroig utilitzant fibres òptiques movibles per prendre espectres de fins a 400 objectes simultàniament. Es munta en el focus primari.
High-Contrast Coronographic Imager for Adaptive Optics (HiCIAO)
Càmera infraroja per buscar planetes al voltant d'altres estels. S'utilitza amb l'AO188, muntat en el focus infraroig Nasmyth.

## Òptica coronogràfica adaptativa extrema Subaru
L'òptica coronogràfica adaptativa extrema Subaru (SCExAO) és un sistema d'imatge d'alt contrast orientat a la fotografia d'exoplanetes. El coronògraf usa un disseny d'apodització d'amplitud induïda per fase (PIAA) que implica que serà capaç de veure planetes més propers a les seves estrelles que amb l'altre disseny més convencional de coronògraf Lyot. Per exemple a la distància de 100 pc, el coronògraf PIAA al SCExAO seria capaç de veure de 4 unitats astronòmiques cap enfora, mentre que el Gemini Planet Imager i el VLT-SPHERE de 12 UA cap enfora. El sistema també té altres tipus de coronògrafs: Vortex, amb dues versions de màscares de fase, una de 4 quadrants i una de 8 octants, i un coronògraf amb forma de pupil·la. La fase 1 de construcció està completa, i la fase 2 hauria d'acabar cap a finals de 2014, per tal de començar a operar durant 2015. SCExAO inicialment utilitzarà la càmera HiCIAO però posteriorment serà reemplaçada per CHARIS, un espectrògraf de camp integral, al voltant del 2016.